# Hydrobiomorpha phallica
Hydrobiomorpha phallica är en skalbaggsart som först beskrevs av Armand D'Orchymont 1928.  Hydrobiomorpha phallica ingår i släktet Hydrobiomorpha och familjen palpbaggar. Inga underarter finns listade i Catalogue of Life.